# الحمرة (منبج)
الحمرة قرية سوريّة تتبع إداريّاً لمحافظة حلب منطقة منبج ناحية مسكنة، تقع شرقي مطار الجراح بلغ تعداد سكانها 549 نسمة حسب التعداد السكاني لعام 2004.